# Pete Carroll
Peter "Pete" Clay Carroll (São Francisco, 15 de setembro de 1951) é um treinador de futebol americano que atualmente comanda o Las Vegas Raiders da National Football League (NFL).
Ele foi um lendário treinador na Universidade do Sul da Califórnia de 2001 a 2009 (ganhando oito bowls e dois campeonatos nacionais, em 2003 e 2004) e depois foi para o Seattle Seahawks, treinando a equipe de 2010 a 2023, ganhando o Super Bowl XLVIII em 2014. Carroll é o terceiro e mais recente treinador principal a vencer um título nacional de futebol americano universitário e um Super Bowl, junto com Jimmy Johnson e Barry Switzer.
Começando sua carreira de treinador principal no nível profissional, Carroll teve sucesso mínimo com o New York Jets em 1994 e o New England Patriots de 1997 a 1999. Mudando para o futebol americano universitário com a USC, ele revitalizou o programa em dificuldades em um candidato de alto nível, vencendo sete títulos de conferência consecutivos e dois títulos nacionais consecutivos.
O sucesso universitário de Carroll levou a um retorno à NFL em 2010, quando ele foi contratado como treinador principal do Seattle Seahawks. Em quatorze temporadas sob o comando de Carroll, os Seahawks se classificaram para os playoffs 10 vezes, conquistaram sua divisão cinco vezes, fizeram duas aparições consecutivas no Super Bowl e venceram o primeiro título da franquia no Super Bowl XLVIII. A defesa Legion of Boom do time também liderou a liga em defesa de pontuação por quatro temporadas consecutivas durante sua gestão. Após a temporada de 2023, Carroll deixou o cargo de treinador principal para assumir a posição de conselheiro e vice-presidente executivo Seahawks antes de ir para os Raiders.

## Início da vida
Carroll nasceu em 15 de setembro de 1951, em São Francisco, Califórnia, filho de Rita e James Edward Carroll. Dois de seus bisavós paternos eram imigrantes irlandeses e seus avós maternos croatas emigraram da região de Šibenik. Ele foi criado em Greenbrae, Califórnia, e estudou na Greenbrae School. Carroll estudou na Redwood High School em Larkspur, Califórnia.
Ele foi uma estrela multiesportiva no futebol americano (jogando como quarterback, wide receiver e defensive back), basquete e beisebol, ganhando as honras de Atleta do Ano da escola como veterano em 1969. Ele foi introduzido no Hall da Fama do Atletismo da Redwood High School em abril de 2009.

## Carreira
Após o ensino médio, Carroll frequentou a College of Marin, onde jogou futebol americano por dois anos antes de se transferir para a Universidade do Pacífico, onde jogou como safety por dois anos e ganhando seu Bacharelado em Administração de Empresas em 1973.
Após a formatura, Carroll tentou entrar para o Honolulu Hawaiians da World Football League em seu campo de treinamento em Riverside, mas não entrou para o time devido a problemas no ombro combinados com seu pequeno tamanho.

### Assistente universitário (1973–1983)
A personalidade energética e positiva de Carroll causou uma boa impressão em seu treinador principal, Chester Caddas. Quando Caddas descobriu que Carroll estava interessado em ser treinador, ele lhe ofereceu um emprego como assistente de pós-graduação em sua equipe na Universidade do Pacífico. Carroll concordou e se matriculou como aluno de pós-graduação, ganhando uma credencial de ensino secundário e mestrado em educação física em 1976, enquanto servia como assistente de pós-graduação por três anos e trabalhava com os wide receivers e defensores secundários. Carroll foi introduzido no Pacific Athletic Hall of Fame em 1995.
Após se formar, o colega de Carroll, Bob Cope, foi contratado pela Universidade do Arkansas e ele convenceu Lou Holtz, então o treinador principal, a também contratar Carroll. Ele passou a temporada de 1977 como assistente de pós-graduação trabalhando com a secundária. O coordenador defensivo do Arkansas na época, Monte Kiffin, seria um mentor para Carroll. A equipe venceu o Orange Bowl de 1978 naquela temporada.
Na temporada seguinte, Carroll mudou-se para a Iowa State University, onde foi novamente um assistente trabalhando na secundária. Quando Earle Bruce mudou-se para a Ohio State University, ele novamente contratou Carroll para treinar a secundária. O time de Ohio State chegou ao Rose Bowl de 1980, onde perdeu para a USC.
Quando Monte Kiffin foi nomeado treinador principal da North Carolina State University em 1980, ele trouxe Carroll como seu coordenador defensivo e treinador secundário. Em 1983, Bob Cope tornou-se treinador principal da Universidade do Pacífico e trouxe Carroll como treinador principal assistente e coordenador ofensivo.

### National Football League (1984–1999)
Carroll deixou o Pacífico depois de um ano e entrou na NFL em 1984 como técnico de Defensive back do Buffalo Bills. No ano seguinte, ele foi trabalhar com o Minnesota Vikings, onde ocupou o mesmo cargo de 1985 a 1989. Em 1989, ele foi candidato à posição de técnico principal na Universidade de Stanford; a posição foi para Dennis Green. Seu sucesso com os Vikings levou à sua contratação pelo New York Jets, onde atuou como coordenador defensivo sob o comando de Bruce Coslet de 1990 a 1993. Carroll e Coslet se conheciam há muitos anos naquela época, pois o irmão mais velho de Carroll era colega de quarto de Coslet na faculdade. Quando houve uma vaga para o cargo de técnico principal dos Vikings em 1992, ele era um candidato sério, mas perdeu a posição, novamente para Green.
Em 1994, Carroll foi promovido a técnico principal do New York Jets. Conhecido por sua energia e entusiasmo juvenil, Carroll pintou uma quadra de basquete no estacionamento do centro de treinamento do time, onde ele e seus assistentes técnicos jogavam regularmente partidas de três contra três durante seu tempo livre. Os Jets tiveram um início de 6–5 sob o comando de Carroll, mas na Semana 12, ele foi vítima do "clock play" de Dan Marino — um falso spike que se tornou um touchdown vencedor do jogo do Miami Dolphins. Os Jets perderam todos os jogos restantes para terminar 6–10. Ele foi demitido após uma temporada.
Carroll foi contratado para a temporada seguinte pelo San Francisco 49ers, onde atuou como coordenador defensivo nas duas temporadas seguintes. Seu retorno ao sucesso como coordenador defensivo levou à sua contratação como treinador principal do New England Patriots em 1997, substituindo o técnico Bill Parcells, que havia renunciado após disputas com a propriedade do time. Os Patriots de 1997 venceu o título da AFC East, mas seus dois times subsequentes não se saíram tão bem — perdendo no wild card em 1998 e perdendo os playoffs após uma queda no final da temporada em 1999 — e ele foi demitido após a temporada de 1999. O proprietário dos Patriots, Robert Kraft, disse que demitir Carroll foi uma das decisões mais difíceis que ele teve que tomar desde que comprou o time, afirmando: "Muitas coisas estavam acontecendo que dificultaram sua permanência, algumas das quais estavam fora de seu controle." Seu recorde combinado na NFL como treinador principal foi de 33–31, e mais tarde ele foi considerado muito mais adequado para o futebol americano universitário do que para a NFL após seu sucesso na USC.
Embora vários times da NFL o tenham abordado com cargos de coordenador defensivo, Carroll passou a temporada de 2000 como consultor para times profissionais e universitários, fazendo trabalho de caridade para a NFL e escrevendo uma coluna sobre futebol profissional para a CNNSI.com.

### USC Trojans (2000–2009)

#### Contratação

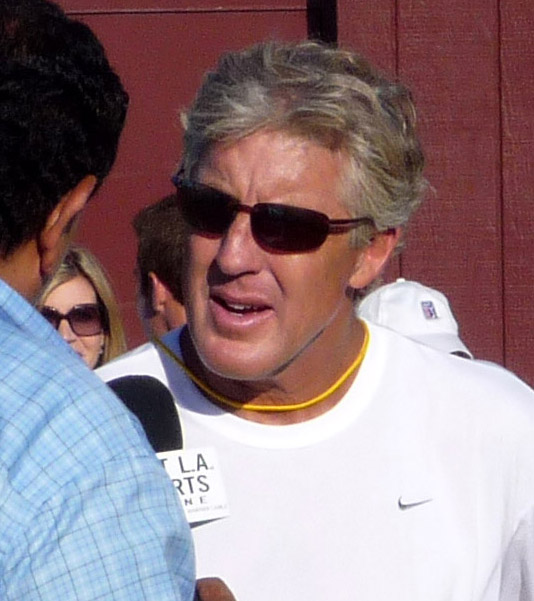
Carroll dando uma entrevista após um treino de outono em 2008

Carroll foi nomeado treinador principal de USC em 15 de dezembro de 2000, assinando um contrato de cinco anos após a USC ter passado por uma tumultuada busca de 18 dias para substituir o técnico demitido Paul Hackett. Ele não era a primeira escolha da equipe e era considerado um tiro no escuro, já que o Departamento Atlético da USC sob o comando do diretor Mike Garrett planejou inicialmente contratar um técnico de alto nível com experiência universitária recente. Enquanto isso, Carroll, que não treinava há mais de um ano e não treinava a nivel universitário desde 1983, atraiu comparações desfavoráveis com Hackett.
A USC primeiro buscou o então técnico de Oregon State, Dennis Erickson, que assinou uma extensão de contrato; depois o técnico de Oregon, Mike Bellotti, que assinou uma extensão semelhante. A busca então mudou para o técnico do San Diego Chargers, Mike Riley, que havia sido um técnico assistente em USC. Preso em obrigações contratuais com os Chargers (que ainda estavam no meio de uma temporada da NFL) e hesitante sobre mudar sua família, Riley não conseguiu dar uma resposta firme, abrindo uma oportunidade para Carroll, a quarta escolha da universidade.
Carroll buscou ativamente a posição, já que sua filha, Jaime, era então uma jogadora do time de vôlei da universidade. Depois que os três primeiros candidatos primários recusaram a posição, a USC contratou Carroll.
A escolha de Carroll para a posição de treinador principal da USC foi abertamente criticada pela mídia e por muitos fãs, principalmente por estar quase duas décadas afastado do nível universitário. Ex-jogadores da NFL (incluindo ex-alunos da USC), como Ronnie Lott, Gary Plummer, Tim McDonald e Willie McGinest, ofereceram seu apoio a Carroll, que eles notaram ter um estilo amigável e tranquilo que poderia se adequar ao jogo universitário e, particularmente, ao recrutamento. O Departamento Atlético da USC recebeu 2.500 e-mails, faxes e telefonemas de ex-alunos — a maioria críticos — e vários doadores pedindo a remoção de Carroll antes que eles doassem novamente.
Um ano após sua contratação, muitos críticos proeminentes mudaram de ideia. Em 2008, a ESPN.com nomeou a contratação de Carroll como número 1 em uma lista dos dez melhores momentos da era BCS da Pac-10.

#### Mandato
As críticas a Carroll ficaram mais altas quando a USC abriu a temporada de 2001 com 2–5, com alguns jornalistas esportivos descartando os outrora dominantes como um programa moribundo. No entanto, após o início lento, os times de Carroll passaram a ter 67–7 nos próximos 74 jogos, vencendo dois títulos nacionais e indo pra final de outro.
Carroll foi considerado um dos recrutadores mais eficazes no futebol americano universitário, tendo trazido várias classes de recrutamento de alto nível; ele também era conhecido por obter compromissos de jogadores de destaque nacional no início do ensino médio. Seu filho, Brennan Carroll, foi o coordenador de recrutamento da USC, bem como o treinador de tight ends durante o mandato do velho Carroll como treinador principal. Ele sempre esteve na vanguarda do recrutamento devido à sua capacidade de se conectar com jogadores em potencial do mesmo nível deles, tornando-se inclusive o primeiro treinador universitário com uma página no Facebook, além de ser um dos primeiros a adotar o Twitter.

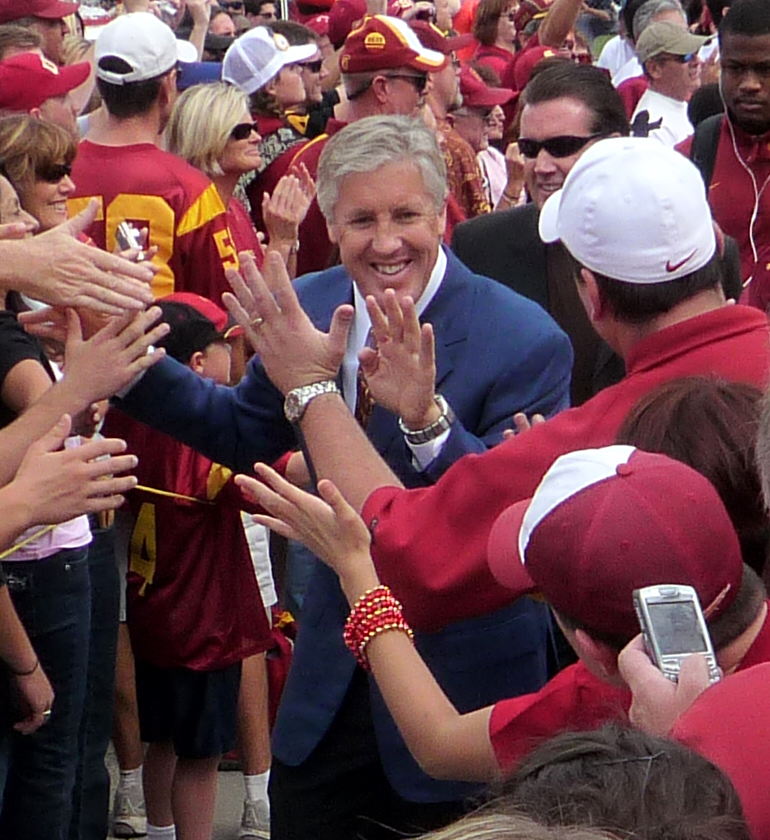
Carroll lidera sua equipe na "Trojan Walk", uma tradição que ele iniciou na USC em 2001.

O time de Carroll venceu um recorde universitário de 34 jogos seguidos de 2003 a 2005, uma sequência que começou após uma derrota na prorrogação para a Califórnia e terminou com a final nacional contra Texas no Rose Bowl de 2006. Quatorze desses jogos foram posteriormente anulados por quebrar as regras da NCAA. Durante sua gestão, a USC quebrou seu recorde médio de público em casa quatro vezes consecutivas; a média de público em casa da USC em 2001, sua primeira temporada, foi de 57.744; em 2006, era de mais de 91.000. Durante esse período, a universidade teve uma sequência de 35 vitórias no Los Angeles Memorial Coliseum, abrangendo 6 anos (2001–2007). A sequência começou em 13 de outubro de 2001, com uma vitória de 48–17 sobre Arizona State e a vitória final foi uma vitória de 47–14 sobre Washington State em 22 de setembro de 2007. A sequência terminou em 6 de outubro de 2007, com uma derrota de 24–23 para Stanford. O sucesso do futebol americano de USC sob o comando de Carroll levou a um aumento acentuado na receita geral do departamento atlético, crescendo de US$ 38,6 milhões na primeira temporada para mais de US$ 76 milhões em 2007–08.
A controvérsia surgiu quando a USC foi excluída do National Championship Game na temporada de 2003, embora estivesse classificada em primeiro lugar pela Associated Press (AP) e pela ESPN/USA Today. Anos depois (2008), ele foi questionado se vencer o Rose Bowl não foi o suficiente. "Não. Você tem que entender que nossa mentalidade é focar apenas no que podemos controlar. Só podemos controlar chegar ao Rose Bowl. Vencer nossa conferência e ir ao Rose Bowl é nossa meta todo ano. Nossa meta não é sobre campeonatos nacionais, porque não temos controle sobre isso — isso está nas mãos de outra pessoa. Descobrimos isso anos atrás [2003], quando éramos o número 1, mas depois fomos o número 3. Já sabíamos disso, mas isso só provou. Se vencermos nossos jogos e estivermos lá e eles quiserem que a gente vá para outro lugar, então iremos. Nós amamos o Rose Bowl."

Carroll foi abordado repetidamente sobre posições vagas de treinador principal na NFL a partir de 2002. Ele hesitou em retornar à NFL após suas experiências anteriores e disse que seu retorno provavelmente dependeria do controle sobre questões em um nível sem precedentes na liga. Ele insistiu ao longo dos anos que estava feliz na USC e que dinheiro não era um problema; também foi dito que ele gostava do estilo de vida do sul da Califórnia. Quando perguntado se ele se aposentaria na USC, Carroll respondeu:
Estou preparado para fazer isso. É assim que eu vejo, como se este fosse o último emprego que eu teria. Eu abordo dessa forma. Agora, se é ou não, eu não sei. Alguém me perguntou outro dia: "Isso significa que você nunca vai sair?" Por que as pessoas querem fazer você dizer isso? Não tenho ideia, mas não consigo me imaginar fazendo outra coisa. É um ótimo lugar para se estar. Tenho tido muita sorte. Devo muito à escola e às pessoas que a seguem. E aos caras que jogaram por nós. Adoro estar aqui.
Quando foi contratado originalmente, Carroll assinou um contrato de cinco anos no valor de aproximadamente US$ 1 milhão anualmente. Ele recebeu um aumento significativo após a temporada de 2002 e ganhou perto de US$ 3 milhões na temporada de 2004, que terminou com a USC ganhando o título da BCS em janeiro de 2005. Ele concordou com uma extensão de contrato em dezembro de 2005. Sua remuneração total, incluindo pagamento e benefícios, para o ano fiscal de 2007 foi de US$ 4.4 milhões.
Em 11 de janeiro de 2010, foi relatado que Carroll deixaria a USC para treinar o Seattle Seahawks. Carroll havia dito a seus jogadores na noite anterior que ele renunciaria ao seu cargo. De acordo com o Los Angeles Times, Carroll chegou a um acordo com os Seahawks em um contrato de US$ 33 milhões por 5 anos para se tornar o técnico principal.

#### Conquistas

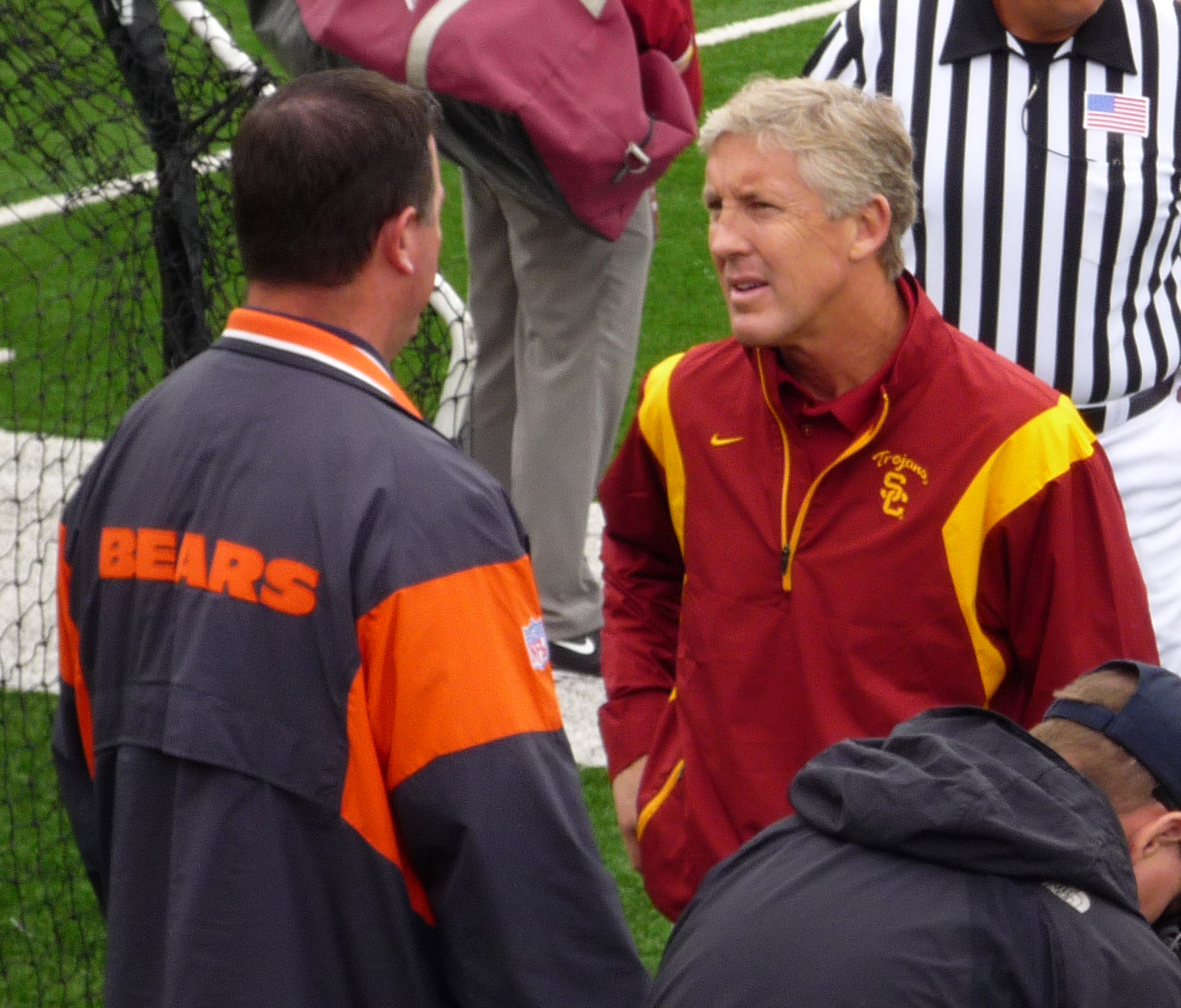
Pete Carroll conversando com um olheiro profissional antes de um jogo; durante sua gestão, 53 jogadores da USC foram selecionados pela NFL.

Como treinador principal, Pete Carroll liderou o ressurgimento do futebol americano na Universidade do Sul da Califórnia. Ele era geralmente considerado um dos melhores treinadores de futebol americano universitário do país. Os destaques do programa sob o comando de Carroll incluem:
- Duas aparições no BCS Championship Game: vitória de 2005 sobre Oklahoma e derrota de 2006 para o Texas
- Campeã Nacional pela The Associated Press em 2003 e 2004
- Um recorde nacional de 33 semanas consecutivas como o time número 1 da Associated Press
- Um recorde de vitórias de 97–19 (83,6%)
- Um recorde de vitórias de 14–2 contra os rivais tradicionais Notre Dame e UCLA
- Um recorde da NCAA de 63 jogos consecutivos de 20 pontos
- 53 jogadores selecionados no draft da NFL, incluindo 14 na primeira rodada[49]
- Três vencedores do Troféu Heisman: Carson Palmer em 2002, Matt Leinart em 2004 e Reggie Bush em 2005
- Sequência de vitórias de 34 jogos (2003–04)
- Sequências de vitórias para jogos em casa (21) e jogos em casa na Pac-10 (17)
- Um recorde de 25–1 no mês de novembro

Em julho de 2007, a ESPN.com nomeou a USC como seu time 1º da década para o período entre 1996 e 2006, citando principalmente o renascimento e o domínio da equipe. Em 2007, seu efeito no cenário do futebol americano universitário foi nomeado um dos maiores desenvolvimentos da última década na ESPN.
Em julho de 2014, Carroll foi anunciado como membro da classe do Hall da Fama de USC de 2015.

#### Decisão da NCAA
Em 9 de junho de 2010, o Los Angeles Times relatou que Carroll, juntamente com outros oficiais ativos e antigos da USC, compareceram perante um Comitê de Infrações da NCAA de dez membros em fevereiro. No dia seguinte, 10 de junho, a NCAA anunciou sanções contra USC, incluindo uma proibição de dois anos, a eliminação de trinta bolsas e a perda de algumas vitórias no futebol de 2004 a 2005 (uma temporada que incluiu a conquista do título da Bowl Championship Series) e todas as vitórias da equipe na temporada regular invicta de 2005-06. Com os jogos anulados removidos, Carroll cai para o quarto lugar na lista de mais vitórias de todos os tempos da USC. Suas 97 vitórias em campo o colocariam como o terceiro lugar.
As alegações se concentraram em Reggie Bush. Ele foi considerado culpado por aceitar vários presentes impróprios, incluindo o uso de uma casa na área de San Diego para membros de sua família. Essas sanções foram criticadas por alguns escritores, incluindo Ted Miller da ESPN, que escreveu: "Tornou-se um fato aceito entre observadores informados do futebol americano universitário que as sanções da NCAA contra a USC foram uma farsa de justiça e a recusa da NCAA em revisitar essa farsa é um enorme ato de covardia por parte da organização."
Depois que Carroll anunciou que estava indo para o Seattle Seahawks, ele negou a possibilidade de que as sanções da NCAA tenham sido um fator em sua saída. "De forma alguma", Carroll declarou, "porque eu sei onde estamos. É apenas um processo pelo qual temos que passar. Sabemos que lutamos muito para fazer o certo." Carroll foi contratado antes do anúncio das sanções.
Reagindo às sanções da USC em um vídeo produzido por seus novos empregadores, Carroll disse em 10 de junho de 2010: "Estou absolutamente chocado e decepcionado com as descobertas da NCAA". Ele disse em 2014 durante uma visita à USC: "Achei que [a investigação da NCAA] foi tratada de forma ruim e muito irracional e feita com muita emoção em vez de fatos. Eu estava presente nas reuniões. Eu ouvia as pessoas falarem. Eu ouvia o veneno que elas tinham pelo nosso programa. Eles tentaram fazer parecer que era outra coisa. Eles cometeram um erro terrível". Em 2015, ele disse: "Tivemos tanto sucesso e nos divertimos tanto fazendo isso, que era incomum que as pessoas entendessem. Acho que isso irritou as pessoas. Havia tanta amargura".

#### Reações
Entre os críticos de Carroll na mídia estava o jornalista esportivo de longa data do Los Angeles Times, Bill Plaschke, que disse que, de uma só vez, Carroll passou de um técnico que presidiu os maiores dias da história do futebol americano da USC para um que estava no comando de seu maior constrangimento. "Ele vai de santo a canalha. Carroll diz que não sabia sobre as violações de Bush. Isso agora parece impossível. Ele ganhou US$ 33 milhões com violações que custarão a reputação de sua antiga universidade, e as pessoas aqui nunca mais olharão para ele da mesma forma."
Em 26 de agosto de 2010, a Associação de Escritores de Futebol Americano da América anunciou que pegaria de volta o Troféu Grantland Rice de 2004 da USC e deixaria o prêmio daquele ano vago. O novo diretor atlético da USC, Pat Haden, disse que a eles devolveriam o troféu, afirmando: "Embora saibamos que alguns fãs e ex-atletas-estudantes podem ficar desapontados, nossa prioridade central neste momento é nosso compromisso geral com a conformidade e esta ação está alinhada com os padrões que definimos para todo o nosso programa atlético".

### Seattle Seahawks (2010–2023)

#### Temporada de 2010
Após o Seattle Seahawks demitir o técnico Jim L. Mora após a temporada de 2009, houve rumores de que Carroll estava concorrendo ao cargo. Em 8 de janeiro de 2010, foi relatado que Carroll estava prestes a ser contratado; as duas partes estavam acertando "pequenos detalhes" no contrato pendente. Ele foi oficialmente contratado como técnico dos Seahawks em 11 de janeiro. Ele também foi nomeado vice-presidente executivo de operações de futebol, efetivamente tornando-o também o gerente geral dos Seahawks. Enquanto a equipe tinham um gerente geral, John Schneider, ele serviu principalmente em uma função de consultoria para Carroll, que tinha a palavra final em assuntos de futebol americano.
Em sua primeira temporada, Carroll quase anulou completamente o elenco dos Seahawks, totalizando mais de 200 transações no curso de apenas uma temporada. Essas mudanças abriram caminho para um início de 4–2 na temporada de 2010. Embora Seattle tenha vacilado na segunda metade da temporada, o time derrotou seu rival da NFC West, St. Louis Rams, na última semana da temporada regular pelo título da divisão, tornando-se o primeiro time de 7–9 na história da NFL a ganhar um título de divisão. Carroll fez ainda mais história quando os Seahawks derrotaram os então campeões do Super Bowl, New Orleans Saints, por 41–36 durante o wild-card dos playoffs. No entanto, na semana seguinte no Soldier Field em Chicago, Illinois, eles caíram para o Chicago Bears na Rodada Divisional por 35–24.

#### Temporada de 2011
Em 2011, Carroll novamente treinou os Seahawks para um recorde de 7–9, mas não foi o suficiente para garantir uma vaga nos playoffs devido à ascensão do San Francisco 49ers, que terminou com um recorde de 13–3. Foi a primeira temporada em que os Seahawks tiveram um quarterback titular diferente de Matt Hasselbeck em mais de uma década.

#### Temporada de 2012
Em sua terceira temporada com os Seahawks em 2012, Carroll, junto com o quarterback novato Russell Wilson, levou o time a um recorde de 11–5. A temporada de 2012 foi a primeira temporada vencedora de Carroll para o time. Os Seahawks também se envolveram em controvérsia durante o Monday Night Football da Semana 3 contra o Green Bay Packers em Seattle, quando os árbitros substitutos marcaram dois resultados diferentes para o passe de Russell Wilson para o wide receiver Golden Tate. Os árbitros marcaram a jogada a favor dos Seahawks, gerando uma indignação nacional sobre a arbitragem. Quando o lockout dos árbitros da NFL terminou vários dias depois, o comissário da NFL, Roger Goodell, reconheceu que o furor público sobre a decisão acelerou a eventual resolução da disputa trabalhista.
O recorde foi o suficiente para garantir a segunda vaga do time nos playoffs e os Seahawks venceram o Wild Card contra o Washington Redskins por 24–14. Seattle perdeu na semana seguinte no Divisional Round para o Atlanta Falcons no Georgia Dome por 30–28.

#### Temporada de 2013: Super Bowl XLVIII

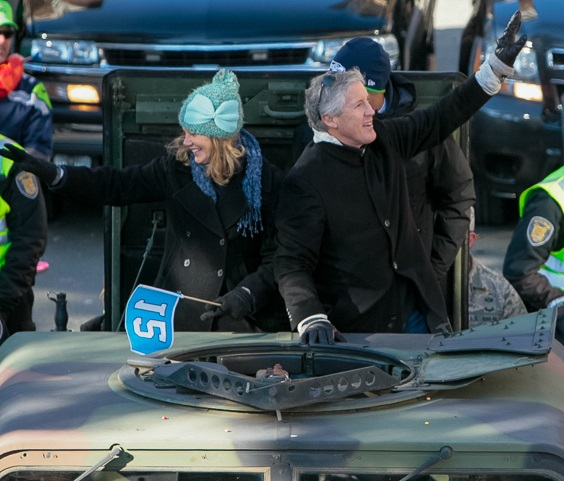
Pete Carroll no desfile dos campeões do Super Bowl em Seattle

Na temporada de 2013, Seattle teve um recorde de 13–3 e terminou um jogo acima de San Francisco e o Carolina Panthers, que tiveram doze vitórias cada. Sendo o time número um na NFC, Carroll igualou a temporada de 2005 de Mike Holmgren com o mesmo recorde, empatando como a melhor temporada na história de Seattle. Os Seahawks derrotaram o New Orleans Saints na Rodada Divisional dos playoffs por 23–15. No NFC Championship Game, o cornerback Richard Sherman desviou um passe de Colin Kaepernick para os braços de Malcolm Smith para garantir uma vitória de 23–17 sobre o San Francisco 49ers. O momento foi chamado de "The Tip" e "Immaculate Deflection".

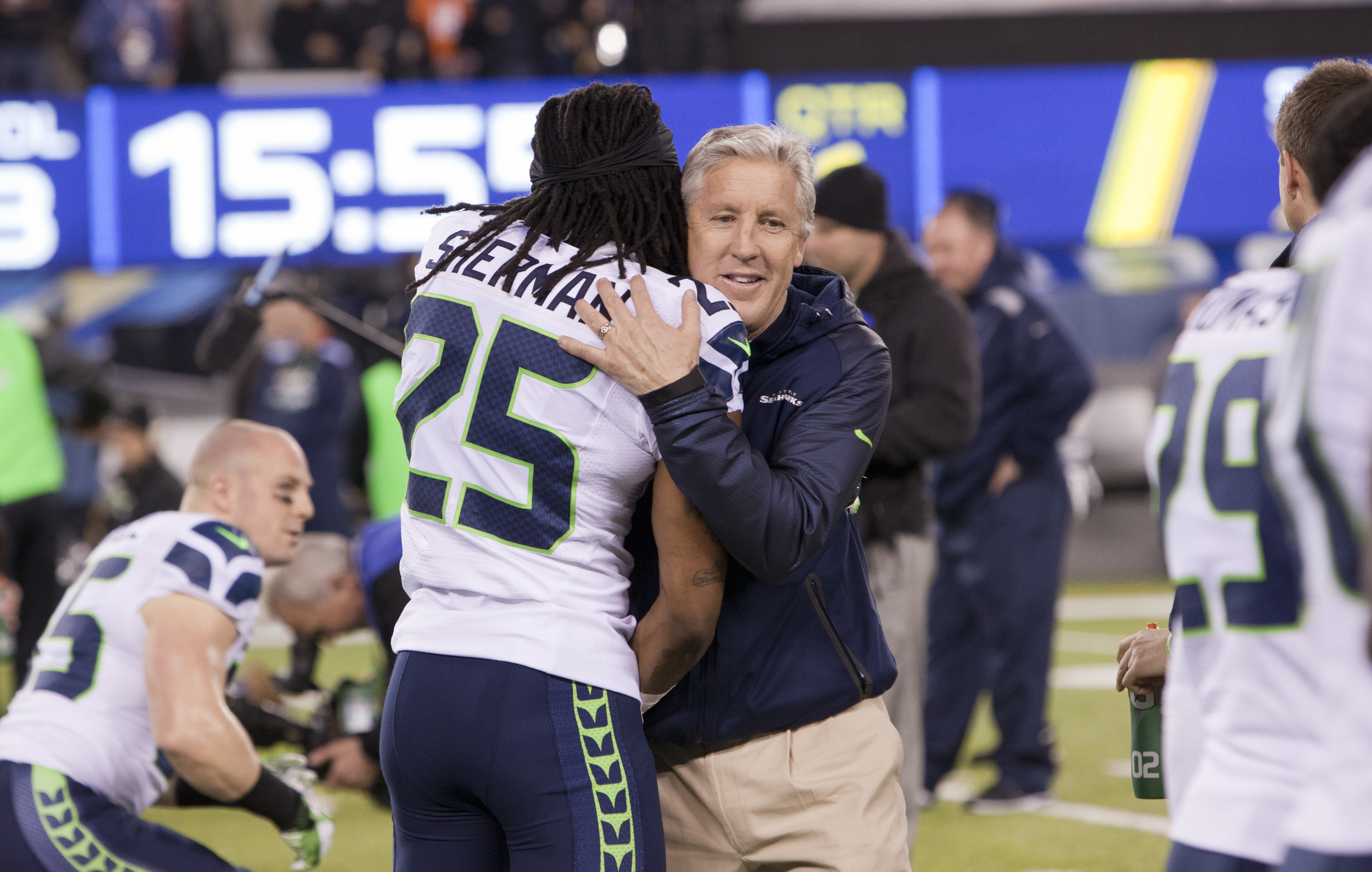
Pete Carroll abraçando Richard Sherman no Super Bowl XLVIII

Em 2 de fevereiro de 2014, Carroll levou o Seattle Seahawks à sua primeira vitória no Super Bowl na história da franquia após derrotar o Denver Broncos por 43–8 no Super Bowl XLVIII. Carroll se juntou a Barry Switzer e Jimmy Johnson como os únicos treinadores a vencer o título da NCAA e o Super Bowl. Aos 62 anos, Carroll era então o terceiro treinador mais velho a vencer um Super Bowl. Tom Coughlin tinha 65 anos quando o New York Giants venceu o Super Bowl XLVI e Dick Vermeil tinha 63 anos quando o St. Louis Rams venceu o Super Bowl XXXIV.

#### Temporada de 2014: Segundo título da NFC
Na temporada seguinte, em 2014, os Seahawks começaram sua busca pelo bi-campeonato com uma derrota de 36–16 para o Green Bay Packers no Thursday Night Football no primeiro jogo da temporada. Após uma reunião da equipe após uma derrota na Semana 11, a equipe terminou a temporada regular com 6–0 para terminar com um recorde de 12–4. Nos playoffs, os Seahawks venceram o Carolina Panthers na Rodada Divisional, por 31–17, para chegar ao seu segundo título da NFC consecutivo. Depois de perder por 19–7 para o Green Bay Packers com pouco mais de dois minutos restantes no NFC Championship Game, os Seahawks lançaram uma furiosa recuperação para forçar a prorrogação. Na primeira posse de bola da prorrogação, Russell Wilson acertou o wide receiver Jermaine Kearse para um touchdown vencedor do jogo que levou os Seahawks ao seu segundo Super Bowl consecutivo. Em 1º de fevereiro de 2015, os Seahawks de Carroll perderam o Super Bowl XLIX para o seu antigo time, o New England Patriots, por 28–24. Com 25 segundos restantes e na linha de 1 jarda dos Patriots, Carroll pediu uma jogada de passe. O passe de Wilson foi interceptado pelo cornerback dos Patriots Malcolm Butler. Alguns chamaram a jogada de Carroll de "a pior jogada da história da NFL".

#### Temporada de 2015
A offseason de 2015 foi cheia de críticas para Carroll, Wilson e o coordenador ofensivo Darrell Bevell após o fim do Super Bowl XLIX. No entanto, Carroll foi elogiado por grande parte da mídia nacional pela forma como lidou com a adversidade após o jogo. Os Seahawks começaram a temporada de 2015 desperdiçando vantagens no quarto período para o St. Louis Rams, Green Bay Packers, Cincinnati Bengals, Carolina Panthers e Arizona Cardinals. Depois de perder em casa no Sunday Night Football para os Cardinals, líderes da divisão, Seattle estava com um recorde de 4–5. No entanto, Carroll rejuvenesceu seu time o suficiente para vencer seus próximos cinco jogos, colocando os Seahawks com um recorde de 9–5 e garantindo uma vaga nos playoffs. Russell Wilson se tornou o primeiro quarterback a lançar 19 ou mais passes para touchdown sem nenhuma interceptação em cinco ou mais vitórias. Os Seahawks venceram o Wild Card contra o Minnesota Vikings depois que o kicker dos Vikings, Blair Walsh, errou um field goal de 27 jardas para um placar final de 10–9. Os Seahawks mais tarde cairiam para o Carolina Panthers na Rodada Divisional por 31–24, depois de estar perdendo por 31–0 no intervalo, e como resultado, os Seahawks não alcançariam uma terceira aparição consecutiva no Super Bowl.

#### Temporada de 2016
Em 25 de julho de 2016, Carroll assinou uma extensão de contrato de três anos com os Seahawks que o manteria em Seattle até a temporada de 2019. Os Seahawks de Carroll mais uma vez tinham grandes expectativas antes da temporada de 2016, mas as lesões de jogadores importantes em ambos os lados da bola acabaram se tornando demais para superar. Os Seahawks conseguiram começar a temporada com um recorde de 4-1, apesar de Russell Wilson jogar com uma lesão no tornozelo sofrida na abertura da temporada contra o Miami Dolphins. Na Semana 10, os Seahawks viajaram para a Nova Inglaterra para jogar contra os Patriots pela primeira vez desde a derrota no Super Bowl XLIX e saíram com uma vitória de 31-24 para empurrar os Seahawks para um recorde de 6-2-1. Na semana seguinte, Carroll marcou sua 100ª vitória na temporada regular contra o Philadelphia Eagles. Os Seahawks conquistaram a NFC West na Semana 15, após uma vitória de 24-3 sobre o Los Angeles Rams. Foi o quarto título da divisão NFC West de Carroll em suas sete temporadas com o time, e a sexta aparição nos playoffs. 
No Wild Card, os Seahawks dominaram o Detroit Lions em uma vitória de 26–6. A vitória estendeu a sequência de vitórias em jogos em casa do Seattle nos playoffs para 10 vitórias consecutivas, 6 das quais sob o comando de Carroll. Os Seahawks foram eliminados na Rodada Divisional pelo segundo ano consecutivo em 2016, perdendo por 36–20 para o Atlanta Falcons. Em sua coletiva de imprensa de fim de temporada, Carroll revelou que o cornerback Richard Sherman estava jogando com uma lesão "significativa" no ligamento colateral medial, o que atraiu atenção porque Sherman não foi listado no relatório de lesões durante toda a temporada.

#### Temporada de 2017
Em sua oitava temporada com os Seahawks, Carroll levou o time a um recorde de 9–7. O time terminou em segundo na NFC West, mas perdeu os playoffs pela segunda vez no tempo de Carroll com os Seahawks.

#### Temporada de 2018
Na temporada de 2018, Carroll ajudou a liderar os Seahawks para um recorde de 10–6 e um segundo lugar na NFC West. O time voltou aos playoffs, onde perdeu por 24–22 para o Dallas Cowboys no Wild Card.
Em 14 de outubro de 2018, Carroll alcançou a vitória número 91 sobre o Oakland Raiders, tornando-se o treinador com mais vitórias de todos os tempos dos Seahawks (incluindo pós-temporada), passando Mike Holmgren com um recorde de 91–56–1 naquele ponto.

#### Temporada de 2019
Em 15 de setembro de 2019, que foi seu 68º aniversário, Carroll venceu seu 100º jogo como técnico principal dos Seahawks, derrotando o Pittsburgh Steelers por 28–26. Os Seahawks de Carroll terminaram a temporada com um recorde de 11–5, terminando em segundo na NFC West atrás do San Francisco 49ers com um recorde de 13–3.
Nos playoffs, os Seahawks derrotaram o Philadelphia Eagles por 17–9 no Wild Card, antes de serem eliminados na Rodada Divisional pelo Green Bay Packers por 28–23. Carroll treinou o time da NFC no Pro Bowl de 2020.

#### Temporada de 2020

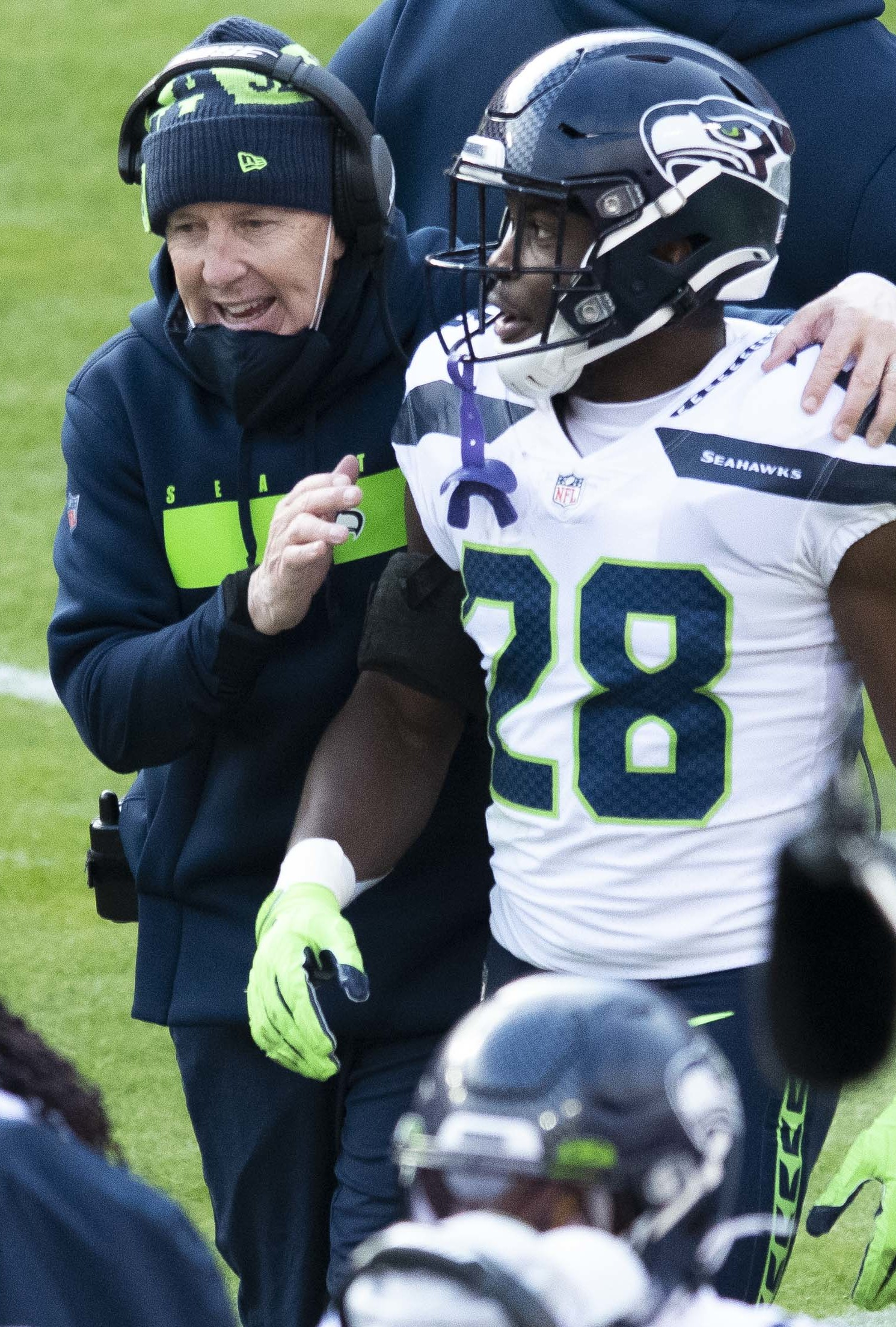
Pete Carroll com Ugo Amadi durante um jogo em 2020

Em 8 de novembro de 2020, Carroll e os Seahawks concordaram com uma extensão de contrato de quatro anos. Eles terminaram a temporada com um recorde de 12–4 e ganharam seu primeiro título de divisão desde 2016, mas perderam para o Los Angeles Rams no Wild Card.

#### Temporada de 2021
Os Seahawks de Carroll se recuperaram da lesão de Russell Wilson durante a temporada para terminar vencendo quatro dos seis jogos finais. Durante a temporada, a primeira temporada de derrotas dos Seahawks desde 2011 (7-10), Carroll admitiu abertamente à mídia que "provavelmente não estaria aqui há muito tempo" sem seu quarterback titular de longa data. Apesar da temporada decepcionante, foi relatado em 16 de janeiro de 2022 que Carroll e o gerente geral John Schneider manteriam seus empregos para a temporada de 2022.

#### Temporada de 2022
Na offseason, Russell Wilson foi negociado com o Denver Broncos. Carroll mais tarde nomeou Geno Smith como titular para a abertura da temporada regular, que seria contra Wilson e os Broncos. Na semana 1, os Seahawks derrotaram os Broncos por 17–16 no Monday Night Football.
Carroll levou os Seahawks a um recorde de 9–8 e uma aparição nos playoffs. A temporada dos Seahawks terminou no Wild Card com uma derrota de 41–23 para o San Francisco 49ers.

#### Temporada de 2023
Em 2023, Carroll novamente levou os Seahawks a um recorde de 9–8. No entanto, no último dia da temporada, Seattle foi eliminado dos playoffs depois que o Green Bay Packers, que tinha um recorde idêntico, mas detinha o desempate dos playoffs sobre os Seahawks, venceu o Chicago Bears.
Em 10 de janeiro de 2024, Carroll e os Seahawks concordaram mutuamente que ele deixaria sua função de treinador principal. Ele permanecerá com a equipe como consultor.
O coordenador defensivo do Baltimore Ravens, Mike Macdonald, foi nomeado mais tarde como seu sucessor. Macdonald declarou que quer manter a cultura da equipe construída inicialmente por Carroll.

### Las Vegas Raiders (2025–presente)

#### Temporada de 2025
Em 23 de janeiro de 2025, Carroll concordou com um contrato de três anos para se tornar o treinador principal do Las Vegas Raiders.

## Registros e Prêmios

### NFL
| Time      | Ano       | Temporada Regular | Temporada Regular | Temporada Regular | Temporada Regular | Temporada Regular    | Pós-Temporada | Pós-Temporada | Pós-Temporada | Pós-Temporada                                       |
| Time      | Ano       | V                 | D                 | E                 | %                 | Terminou em          | V             | D             | %             | Resultado                                           |
| --------- | --------- | ----------------- | ----------------- | ----------------- | ----------------- | -------------------- | ------------- | ------------- | ------------- | --------------------------------------------------- |
| NYJ       | 1994      | 6                 | 10                | 0                 | 37,5%             | 5º lugar na AFC East | —             | —             | —             | —                                                   |
| NYJ total | NYJ total | 6                 | 10                | 0                 | 37,5%             | —                    | —             | —             | —             | —                                                   |
| NE        | 1997      | 10                | 6                 | 0                 | 62,5%             | 1º na AFC East       | 1             | 1             | 50%           | Perdeu para Pittsburgh Steelers no Divisional Game  |
| NE        | 1998      | 9                 | 7                 | 0                 | 56,3%             | 4º lugar na AFC East | 0             | 1             | 00%           | Perdeu para Jacksonville Jaguars no Wild Card       |
| NE        | 1999      | 8                 | 8                 | 0                 | 50%               | 4º lugar na AFC East | —             | —             | —             | —                                                   |
| NE total  | NE total  | 27                | 21                | 0                 | 56,3%             | —                    | 1             | 2             | 33,3%         | —                                                   |
| SEA       | 2010      | 7                 | 9                 | 0                 | 43,8%             | 1º na NFC West       | 1             | 1             | 50%           | Perdeu para Chicago Bears no Divisional Game        |
| SEA       | 2011      | 7                 | 9                 | 0                 | 43,8%             | 3º na NFC West       | —             | —             | —             | —                                                   |
| SEA       | 2012      | 11                | 5                 | 0                 | 68,8%             | 2º na NFC West       | 1             | 1             | 50%           | Perdeu para Atlanta Falcons no NFC Divisional Game  |
| SEA       | 2013      | 13                | 3                 | 0                 | 81,3%             | 1º na NFC West       | 3             | 0             | 1.000         | Campeão do Super Bowl XLVIII                        |
| SEA       | 2014      | 12                | 4                 | 0                 | 75%               | 1º na NFC West       | 2             | 1             | 66,7%         | Perdeu para New England Patriots no Super Bowl XLIX |
| SEA       | 2015      | 10                | 6                 | 0                 | 62,5%             | 2º na NFC West       | 1             | 1             | 50%           | Perdeu para Carolina Panthers no Divisional Game    |
| SEA       | 2016      | 10                | 5                 | 1                 | 65,6%             | 1º na NFC West       | 1             | 1             | 50%           | Perdeu para Atlanta Falcons no Divisional Game      |
| SEA       | 2017      | 9                 | 7                 | 0                 | 56,3%             | 2º na NFC West       | —             | —             | —             | —                                                   |
| SEA       | 2018      | 10                | 6                 | 0                 | 62,5%             | 2º na NFC West       | —             | —             | —             | Perdeu para Dallas Cowboys no Wild Card             |
| SEA       | 2019      | 11                | 5                 | 0                 | 68,8%             | 2º na NFC West       | —             | —             | —             | Perdeu para Green Bay Packers no Divisional Game    |
| SEA       | 2020      | 12                | 4                 | 0                 | 75%               | 1º na NFC West       | —             | —             | —             | Perdeu para Los Angeles Rams no Wild Card           |
| SEA       | 2021      | 7                 | 10                | 0                 | 41,2%             | 4º na NFC West       | —             | —             | —             | —                                                   |
| SEA       | 2022      | 9                 | 8                 | 0                 | 52,9%             | 2º na NFC West       | —             | —             | —             | Perdeu para San Francisco 49ers no Wild Card        |
| SEA       | 2023      | 9                 | 8                 | 0                 | 52,9%             | 3º na NFC West       | —             | —             | —             | —                                                   |
| SEA total | SEA total | 137               | 89                | 1                 | 60,6%             | —                    | 10            | 9             | 52,6%         | —                                                   |
| Total     | Total     | 170               | 120               | 1                 | 58,6%             | —                    | 11            | 11            | 50%           | —                                                   |

### Universidade
| Ano                                               | Equipe | Geral         | Conferência   | Class | playoffs    |
| ------------------------------------------------- | ------ | ------------- | ------------- | ----- | ----------- |
| USC Trojans (Pacífico-10-Conferência) (2001-2009) |        |               |               |       |             |
| 2001                                              | USC    | 6-6           | 5-3           | 5º    | D Las Vegas |
| 2002                                              | USC    | 11-2          | 7-1           | T–1º  | V Orange†   |
| 2003                                              | USC    | 12-1          | 7-1           | 1º    | V Rose†     |
| 2004                                              | USC    | 13-0          | 8-0           | 1º    | V Orange†   |
| 2005                                              | USC    | 12-1          | 8-0           | 1º    | D Rose†     |
| 2006                                              | USC    | 11-2          | 7-2           | T–1º  | V Rose†     |
| 2007                                              | USC    | 11-2          | 7-2           | T–1º  | V Rose†     |
| 2008                                              | USC    | 12-1          | 8-1           | 1º    | V Rose†     |
| 2009                                              | USC    | 9-4           | 5-4           | T–5   | V Emerald   |
| USC:                                              | USC:   | 97-19 (83-19) | 63-14 (53-14) |       |             |
| Total:                                            | Total: | 97-19         |               |       |             |
| - †Indica BCS bowl.                               |        |               |               |       |             |

### Prêmios pessoais

#### 2003
- Treinador do Ano da Divisão I-A pela Associação de treinadores de futebol
- Treinador do Ano da Home Depot Nacional
- Treinador Colegial do Ano pela Maxwell Clube
- Treinador do Ano da ESPN.com
- Treinador Colegial do Ano pela Pigskin Club de Washington
- Treinador do Ano pela Fundação Frank Leahy
- Co-Treinador do Ano da Pac-10

#### 2004
- Treinador Colegial do Ano pela National Quarterback Club
- Treinador do Ano da Pac-10

#### 2005
- Co-Treinador do Ano da Pac-10[133][134]

#### 2006
- Treinador do Ano da Pac-10[135]

#### 2014
- Prêmio PFWA Jack Horrigan
- Prêmio ESPY de Melhor Treinador (Nomeação)

## Estilo de treinamento
No ataque, Carroll é conhecido por usar jogadas agressivas, bem como tentar a quarta descida em vez de fazer o punt. Por causa de seu estilo agressivo, a banda da USC deu a ele o apelido de "Big Balls Pete". Nos jogos em casa da USC, quando Carroll decidia tentar a quarta descida, a banda da USC começava um canto de "Big Balls Pete" que era transmitido para a seção de alunos e ex-alunos.
Carroll tira inspiração de treinamento do livro de 1974, The Inner Game of Tennis, do treinador de tênis Timothy Gallwey, que ele leu como aluno de pós-graduação na Universidade do Pacífico; ele resume a filosofia que tirou do livro como "tudo sobre limpar a desordem nas interações entre sua mente consciente e subconsciente habilitada por meio de prática superior e uma abordagem clara. Foco, clareza e crença em si mesmo são o que permite que você expresse sua habilidade sem pensamentos discursivos e preocupações." Ele escreveu um prefácio para uma edição posterior, observando que os atletas "devem limpar suas mentes de toda confusão e ganhar a habilidade de se deixar jogar livremente." Ele também cita influências dos psicólogos Abraham Maslow e Carl Jung, do mestre de meditação budista Trungpa Rinpoché e do mestre Zen Daisetsu Teitaro Suzuki.
Depois de ser demitido pelo New England Patriots, Carroll leu um livro do ex-técnico de basquete da UCLA, John Wooden, que influenciou muito como ele administraria seu futuro programa na USC: imitando Wooden, Carroll decidiu projetar seu programa da maneira que melhor exemplificasse sua filosofia pessoal. Ele decidiu que sua filosofia seria melhor resumida como "Eu sou um competidor". Como fã do Grateful Dead, Carroll então vinculou os pensamentos de Wooden aos de Jerry Garcia e decidiu que queria que seu programa de futebol americano não fosse o melhor, mas o único programa seguindo sua filosofia competitiva.

Carroll é conhecido por sua alta energia e comportamento geralmente agradável ao treinar. Ao explicar seu entusiasmo, Carroll declarou: "Sempre acho que algo bom está prestes a acontecer." Em uma entrevista de 2005, Carroll explicou sua motivação:
Sinto que deveria estar jogando agora. O que realmente me irritou foi ir para a WFL (World Football League) e ser cortado e ter a NFL em greve e não conseguir uma conexão com os fura-greves. Apenas um jogo e acho que eu teria ficado feliz. Com certeza foi um motivador para mim. É uma das maiores razões pelas quais tenho sido treinador todos esses anos. Eu digo aos jogadores o tempo todo, eu queria estar fazendo o que eles estavam fazendo.
Carroll é conhecido por planejar surpresas e pegadinhas durante os treinos para aliviar o clima e recompensar os jogadores; exemplos notáveis incluem usar um treino de Halloween para encenar uma discussão falsa e a subsequente morte do running back LenDale White, ter o defensive end Everson Griffen preso pelo Departamento de Polícia de Los Angeles durante uma reunião da equipe por "abusar fisicamente" de jogadores de linha ofensiva calouros, e várias pegadinhas envolvendo o ex-aluno da USC e ator, Will Ferrell. Durante os treinos, Carroll frequentemente se envolve em exercícios: corridas rápidas, rotas, e lançamentos. Sob o comando de Carroll, quase todos os treinos de USC eram abertos ao público, um movimento que era incomum entre os programas; ele acreditava que ter fãs nos treinos ajudava seu time a se preparar, fazendo com que treinos mundanos parecessem mais interessantes, fazendo com que os jogadores tivessem um desempenho de alto nível quando sabiam que tinham uma plateia e os preparando para multidões maiores nos dias de jogo.
Apesar de sua propensão ao humor, o programa da USC de Carroll tinha rotinas estritamente prescritas que cobriam o que os jogadores tinham permissão para comer, o vocabulário que eles usavam e o tema dos treinos diários. Sob sua gestão, os dias tinham apelidos descritivos como Tell the Truth Monday, Competition Tuesday, Turnover Wednesday.
Carroll comparou favoravelmente o recrutamento universitário a qualquer outra competição e gosta da capacidade de recrutar talentos, o que ele não conseguia fazer na NFL. Ele compara ser um treinador principal universitário a ser tanto o "treinador quanto o gerente geral". Ele atribuiu todos os números de camisa aos seus jogadores, uma tarefa que ele leva a sério. Quando ele era um calouro na Pacific, ele queria o número 40, o número que ele usava em todos os esportes enquanto crescia; no entanto, a Pacific aposentou o número em homenagem ao quarterback/safety Eddie LeBaron, então Carroll acabou com o 46.

## Vida pessoal
Carroll e sua esposa, Glena, têm três filhos, Brennan, Jaime e Nate. Brennan e Nate fizeram parte da equipe técnica do Seattle Seahawks.

### Filantropia
Após se mudar para Los Angeles, Carroll foi afetado pelo número de assassinatos relacionados a gangues que aconteciam em áreas mais pobres. Em abril de 2003, Carroll ajudou a organizar uma reunião com líderes políticos, autoridades policiais de alto escalão e representantes de serviços sociais, educação e comunidades religiosas no Heritage Hall da USC para uma sessão de brainstorming. O resultado foi a fundação da A Better LA, uma instituição de caridade dedicada a reduzir a violência em áreas urbanas específicas de Los Angeles.

## Outras fontes
- Jogador Bio: Pete Carroll, USC Departamento de Atletismo, Acedido em Ago. 3, 2006.
- Neil Hayes, Carroll Excede Todas As Expectativas, Contra Costa Times, Nov. 10, 2005, Página b01.
- Stewart Mandell, pelo amor De deus: Carroll spurs USC ascensão rápida volta ao destaque nacional, CNNSI.com, Dece. 30, 2003.